# Шафигуллин, Булат Рафаилевич
Булат Рафаилевич Шафигуллин (род. 29 декабря 1999, Нижнекамск, Татарстан) — российский хоккеист, нападающий.

## Биография
Воспитанник нижнекамского «Нефтехимика». С сезона 2016/17 стал играть за команду МХЛ «Реактор». 13 октября 2017 года в возрасте 17 лет 9 месяцев и 15 дней дебютировал в КХЛ в гостевом матче «Нефтехимика» против минского «Динамо» (1:3).
На драфте НХЛ 2018 года был выбран в 3-м раунде под общим 82-м номером клубом «Лос-Анджелес Кингз».